# Villers-au-Tertre
Villers-au-Tertre è un comune francese di 620 abitanti situato nel dipartimento del Nord nella regione dell'Alta Francia.

## Società

### Evoluzione demografica
Abitanti censiti